# ピクシー (ガンダムシリーズ)
ピクシー（PIXY）は、『ガンダムシリーズ』に登場する架空の兵器。有人操縦式の人型ロボット兵器「モビルスーツ」(MS)の一つ。
初出は1995年発売のスーパーファミコン用ゲームソフト『機動戦士ガンダム CROSS DIMENSION 0079』のシナリオ「死にゆく者たちへの祈り」。RX-78 ガンダムを地上での接近戦に特化させた機体である。
後年のゲームや商品などでは「ガンダム・ピクシー」と表記されていることも多いが、原作での名称は単に「ピクシー」であるため、記事名もそれに従っている。

## デザイン
本機のデザインは大河原邦男によるもので、ゲームデザイナーの神谷春輝によればモチーフは忍者とされる。左肩にはハートに矢が刺さった、ジオン軍のザクレロに似たエンブレムが施されている。
頭部が『機動武闘伝Gガンダム』に登場するガンダムマックスターに似ていることから、ゲーム攻略本の4コマ漫画ではネタにされている。

## 設定解説
アポジモーターが増設されており、地上での瞬発力はRX-78-2 ガンダムを上回り、当時の地球圏最速とされる。装甲は対実弾兵器用のものが採用され、「ビーム・ステルス・コート」なるものも塗布されているが詳細は不明。コア・ブロック・システムや宇宙空間用のスラスターを取り除くことで軽量化されているが、教育型コンピューターは搭載されている。
本機は一年戦争末期に行われた連邦宇宙軍・陸軍・海軍・空軍の共同による次世代MS開発計画「G-4計画」において、陸軍主導で開発されたのではないかとする資料もある。3機が生産され、1号機はベルファスト、3号機はアフリカに配備され、「死にゆく者たちへの祈り」に登場するのは2号機とされる。ホワイトベース隊のアムロ・レイのもとに届けることになり、輸送任務を受けたアルバトロス輸送中隊がオデッサへ向かうが、ゴビ砂漠においてジオン公国軍のウルフ・ガー隊など複数の部隊から再三攻撃を受け、届くことはなかった。

### 武装
60mmバルカン砲
連邦軍MSに共通の固定武装で、頭部左右に1門ずつ内装される。
90mmサブマシンガン
白兵戦重視のため、銃身が短い小型のサブマシンガンを採用している。なお『機動戦士ガンダム サイドストーリーズ』ではジム改の90mmブルパップ・マシンガンを携行する。
ビーム・ダガー
左右両腰にマウントされている格闘兵器。ダガー型のビームサーベルであり、これを両手に逆手に持ち、二刀流で戦う。当初の設定では2号機のみの装備とされたが、その後の外伝作品に登場する機体でもメインの武装とされる。

## 劇中での活躍
宇宙世紀0079年10月9日、2号機をホワイトベース隊へ届けるため、ゴビ砂漠基地に駐留するアルバトロス輸送中隊が任務に就く。同隊はピクシーを狙うジオン公国軍の襲撃を幾度となく受けており、これに対抗するために護衛小隊隊長のボルク・クライ大尉は中隊長のノクト・ガディッシュ少佐に2号機の使用許可を再三求めるが、却下される。そして何度目かの襲撃を受けた際、ついにボルクは独断で同機を起動し、敵部隊を退ける。その後、ノクトの靴を舐めることによって同機の使用を認められたボルクは、本機の破壊命令を受けたウルフ・ガー隊の襲撃を二度退ける。本隊が基地を放棄して撤収を決定し、その準備を行う際には敵を引きつけるべく陽動に回るが、ボルクの目の前でノクトに本機ごと見捨てられて撤退された結果、砂漠に放置されてしまう。その後、無人となった基地でウルフ・ガー隊隊長のヘンリー・ブーン大尉が搭乗するイフリートと対峙し、一騎討ちの最終決戦を行う。
『機動戦士ガンダム サイドストーリーズ』におけるリメイク版では、ダメージを受けて下半身が砂に埋もれた状態の2号機を捜索隊のミデアが発見し、回収する。
漫画『機動戦士ガンダム オレら連邦愚連隊』では、グリーンとライト・グレーを基調に塗装された機体が登場する。陸軍所属のコルテス中尉が搭乗し、同じ連邦軍である宇宙軍の教導隊ネメシスに所属する主人公のユージ・アルカナの駆るジム・ストライカーとたびたび交戦し、高い格闘戦能力を発揮する。また、Gファイターとの連携によるGアーマー形態でも出撃している。しかし、ウェラブル・アーマーをパージして軽装となったジム・ストライカーとの格闘戦を経て、撃破される。なお、『機動戦士ガンダム 戦場の絆』では「北米戦線カラー」という名称になっている。
『機動戦士ガンダム サイドストーリーズ』のシナリオ「ミッシングリンク」では、途中からフレッド・リーバーの搭乗機として登場する。同機は消息不明となった2号機を発見して回収したものと、ベルファストに配備予定だった1号機を裏工作で横流ししたものとの2説がある。「スレイヴ・レイス」隊の部隊カラーである濃淡グレーを基調に塗装されている。ソロモン攻防戦の直前、地上でジオン公国軍の「マルコシアス」隊と共闘し、同隊長のダグ・シュナイドの駆るイフリートとともに互いの隊員が乗るHLVを守りきる。その後、撤退戦の際には機体を交換してシュナイドがピクシーに搭乗し、殿を務める（漫画版では交換せず、リーバーはシュナイドが戦死した後にイフリートに乗り換えており、その後における本機の行方は作中では語られていない）。最後のオーガスタ研究所攻略では、レイス隊のドリス・ブラントが同機を再び調達し、彼女による操縦のもとで途中から戦列に加わる。しかし、同研究所攻略後の行方は作中では語られていない。
ゲーム『機動戦士ガンダム バトルオペレーション Code Fairy』では、特殊部隊「ウィッチハント」のリリス・エイデン少尉の搭乗機として登場。オデッサ作戦と同時期の北米アリゾナで、ヒルドルブの30サンチ砲を回収するジオン公国軍の秘匿部隊「ノイジー・フェアリー」を急襲するが、取り逃がす。「初期配備型」とされ、カラーリングは濃淡グレーを基調とする。
このほか、バンプレストより発売された「宇宙世紀オールガンダムキーホルダー Ver.2.0」には、茶とネイビーブルーで塗装された機体が登場している。この商品は、ほかのMSにもオリジナルの配色が施されたものがラインナップされている。

### 個人用カスタム機
リリス・エイデン専用機
ゲーム『機動戦士ガンダム バトルオペレーション Code Fairy』に登場。リリスの専用機として、より実戦的な改修をほどこした機体。機体各部に増加装甲を設置したことで、多少の損傷を負いつつも近接戦闘距離に到達しやすくなっており、継戦能力も向上している。増加装甲は肩部と腰部前面に取り付けられ、さらに左前腕にはフルアーマーガンダムと同型の小型シールドを装備する。ビーム・ダガーに替わって通常のビーム・サーベルをランドセルに装備、ビーム・ダガーの収納部であった腰部側面はガンダム (Ver.ka) のようにスラスターが追加されている。さらに脹脛後部にもジム・スナイパーIIのようなスラスターが増設されている。頬当ての形状も異なる。ほかに武装はリリスが以前搭乗していた陸戦型ジムと同様にジム・ストライカーのツイン・ビーム・スピアと、ジム・コマンド宇宙戦仕様のビーム・ガン、ジム・キャノンのバルザック式380ミリロケット・バズーカを携行する。カラーリングは赤を基調に一部白で塗り分けられている。ノイジー・フェアリー隊のティターニアとの一騎討ちの末、右脇腹を損傷し撤退する。